# Thelepus marthae
Thelepus marthae — вид багатощетинкових червів родини Terebellidae.

## Таксономія
Thelepus marthae відокремлений у 2018 році з космополітичного виду Thelepus cincinnatus. Вид названий на честь одного з провідних фахівців з черв'яків групи теребеллід Марти Леонтович.

## Поширення
Вид поширений у Норвезькому морі та Арктичному океані аж до Чукотського моря.